# Gerd Strack
Gerhard Strack (Kerpen, 1º settembre 1955 – 21 maggio 2020) è stato un calciatore tedesco, di ruolo difensore.

## Palmarès

### Club
- Campionato tedesco: 1

Colonia: 1977-1978
- Coppa di Germania: 3

Colonia: 1976-1977, 1977-1978, 1982-1983